# 門流
門流（もんりゅう）是以妙法蓮華經（法華經）為正法的日蓮門下之分派，以派祖或派祖弘法的地名稱呼。

## 門流一覽
以下門流，認爲本跡存在“勝劣”之分：
- 日隆門流（八品派）：由日像門流分出，演變爲本門法華宗、法華宗本門流。此後又分出“日蓮法華宗”、“本門佛立宗”和“本派日蓮宗”兩個新興宗教。
- 日真門流：由日像門流分出，演變爲法華宗真門流。
- 日陣門流：由日靜門流分出，演變爲法華宗陣門流。

以上三門流曾在1941年至1951年間短暫合并爲法華宗。
- 日什門流：由日常門流分出，演變爲顯本法華宗，1941年幷入日蓮宗后1951年又重新分離出來（部分末寺歸日蓮宗什師會）。

此外，日蓮宗什師會與興統法緣會也持“勝劣”觀點。
以下門流，認爲本跡“一致”：
- 日朗門流（比企谷門流），演變爲日蓮宗。
  - 日像門流（四条門流），演變爲日蓮宗，小部分獨立爲本化日蓮宗。
    - 日奧門流，演變爲本化正宗後又分爲日蓮宗不受不施派（“妙法華宗”）和不受不施日蓮講門宗。

  - 日静門流（六条門流），演變爲日蓮宗。
- 日向門流（身延門流），演變爲日蓮宗。
- 日常門流（中山門流），演變爲日蓮宗。

以下門流，屬日興門流（富士門流），認爲本跡存在“勝劣”之分：
- 日道門流（後日叡、日華兩門流倂入；日鄉門流也曾短暫倂入），演變爲日蓮正宗（此宗及其末流明確將日蓮奉爲“本佛”，具有極大爭議）
  - 創價學會、公明黨
  - 保田妙本寺宗派（部分日鄉門流）
- 日尊門流，演變𤔡日蓮本宗
- 西山本門寺：始自日代，原爲本門宗一部分，在1941-1957年間隨著本門宗倂入日蓮宗，在1957-1975年曾被日蓮正宗合倂（無效），後經過法院提告重獲獨立。本山爲興門八本山之一的西山本門寺。

原本門宗除上述分出的部分外已於1941年幷入日蓮宗興統法緣會。

## 關連項目
- 一致派
- 勝劣派
- 檀林
- 法緣

## 外部連結
- 「日蓮教団系譜 （页面存档备份，存于）」